# Ligue Can-Am
Pour les articles homonymes, voir Can-Am.
La ligue Can-Am, officiellement nommée l'Association canado-américaine de baseball professionnel, était une ligue de baseball professionnelle et indépendante avec des équipes du nord-est des États-Unis et de l'est du Canada, fondée en 2005 lors de la réorganisation de son prédécesseur, la Northeast League. La Ligue Can-Am opérait dans des villes non desservies directement par des équipes de la Ligue majeure ou mineure et n'était affiliée à aucune des deux. Le bureau de la ligue était à Dayton, Ohio. Bien qu'elle soit une entité distincte, la ligue partageait un commissaire, un président et un directeur des arbitres avec l'Association américaine du baseball professionnel.
La Ligue Can-Am a cessé ses activités après la saison 2019, cinq des six équipes de la ligue rejoignant la Ligue Frontière mineure.

## Histoire
La Ligue Can-Am a été créée lorsque la Northeast League a été renommée en 2005. La Northeast League a été formée en 1995 et a joué quatre saisons en tant que ligue mineure. À la fin de la saison 1998, la Northeast League a été fusionnée avec la Northern League et est devenue la Division Est de cette ligue. Bien que la Division Est n'ait pas affronté les équipes qui faisaient déjà partie de la Northern League pendant la saison régulière, les divisions respectives se sont affrontées dans un match des étoiles chaque été et dans une série de championnats de la ligue chaque automne de 1999 à 2002. La Northeast League est redevenue sa propre entité pour la saison 2003 et a continué à jouer pendant une année supplémentaire avant le changement de nom de la ligue.

### Format des séries éliminatoires
Lors de sa saison inaugurale, la Ligue Can-Am a conservé la configuration en deux divisions et le format de demi-saison de la Northeast League. Les deux équipes qui menaient leurs divisions respectives, désignées Nord et Sud, à la fin de la première moitié de saison se sont automatiquement qualifiées pour les séries. Deux places supplémentaires pour les séries éliminatoires seraient disponibles. Encore une fois, ceux-ci sont allés aux vainqueurs de division si les champions de la première mi-temps ne répétaient pas. Sinon, une ou plusieurs places de wild card seraient attribuées en fonction du bilan global de l'équipe dans les deux mi-temps. En cas d'absolue nécessité, une éliminatoire d'un match serait jouée en cas d'égalité.
À partir de 2006, la ligue a abandonné le jeu divisionnaire. Le premier leader de la demi-saison s'est automatiquement qualifié pour les séries éliminatoires, tout comme le deuxième leader de la demi-saison s'il y en avait un deuxième. Pour compléter le peloton à quatre, deux places ou plus wild card ont été attribuées aux équipes avec le meilleur record de la saison globale.
Les quatre qualifiés pour les séries éliminatoires se rencontreraient dans deux séries distinctes au meilleur des cinq, les vainqueurs se qualifiant pour la série de championnat de la ligue, qui était également le meilleur des cinq.
À partir de 2012, la ligue a cessé d'utiliser le format de demi-saison. De 2012 à 2014, les équipes avec les deux meilleures fiches de la ligue se sont qualifiées pour la série de championnat. La série a été étendue d'un meilleur de cinq à un meilleur de sept. Cela a changé en 2015 lorsqu'Ottawa et Sussex County ont rejoint la ligue, ce qui lui a permis d'avoir suffisamment d'équipes pour revenir à son ancien format de séries éliminatoires. De ce point jusqu'à sa fusion avec la Frontier League, la ligue a attribué des places en séries éliminatoires aux équipes avec les quatre meilleurs dossiers à la fin de la saison régulière.

### Politiques d'alignement
Le plafond salarial de la ligue était un montant maximum pouvant être dépensé sur l'ensemble de la liste des joueurs. Les équipes pouvaient le répartir entre les joueurs comme bon leur semblait. Certains joueurs se sont vu confier des tâches d'entraîneur pour gagner un salaire supplémentaire. Le plafond salarial maximum pour un joueur inscrit était d'environ 4 500 $ US tous les un à deux mois, selon la taille de l'effectif. Cependant, la plupart des joueurs gagnaient entre 2 et 3 000 $ par mois. Il y avait des joueurs inscrits qui faisaient le maximum tous les deux mois. Il n'y avait aucun joueur dans la ligue qui gagnait plus de 4 500 $ par mois. Les listes étaient limitées à 23 joueurs une fois la saison régulière commencée. Deux autres joueurs pourraient figurer sur la liste des blessés (qui était appelée sur certaines listes publiées la liste des personnes handicapées/inactives, et était parfois utilisée pour s'assurer qu'un joueur sous contrat qu'une équipe ne souhaite pas utiliser n'était pas disponible pour les adversaires) .
Les règles de l'alignement de la ligue donnaient à chaque joueur une note LS (Longueur de service), basée sur le nombre d'années complètes pendant lesquelles le joueur avait joué professionnellement : Rookie, LS-1 à LS-5 et Vétéran. Les équipes pouvaient transporter au plus quatre vétérans et devaient transporter au moins cinq recrues. Certaines listes publiées indiquaient la note LS de chaque joueur.

### Planification
Depuis 2005, le calendrier de la saison régulière de la Ligue Can-Am a varié de 92 à 102 matchs.
En 2019, la ligue a programmé une saison régulière de 95 matchs.
Dans les années où l'une des équipes était une équipe itinérante gérée par la ligue, les franchises ont joué un nombre accru de matchs à domicile pour maintenir la durée totale de la saison régulière constante. Tous les matchs joués par une franchise contre l'équipe itinérante ont été joués au stade de la franchise. Cependant, la moitié de ces matchs ont été désignés « matchs à domicile » pour l'équipe itinérante, qui a pris le terrain en premier et a frappé en dernier comme si le match se jouait au « domicile » de l'équipe itinérante.
Les adversaires ont joué une série de trois à cinq matchs sur des jours consécutifs. Parfois, pour des clubs proches les uns des autres, le calendrier initial ne mettait pas tous les matchs d'une série au même niveau. Par exemple, les équipes pourraient se rendre au stade des visiteurs pour le milieu de match d'une série.

### Entente avec la Ligue Frontière
Le 16 octobre 2019, la Ligue Frontière a annoncé qu'elle fusionnait avec la Ligue Can-Am pour la saison 2020. New Jersey, Sussex County, Québec et Trois-Rivières ont tous adhéré, tout comme une franchise Rockland renommée (maintenant connue sous le nom de New York Boulders). Ottawa a été exclu de la ligue élargie.

## Dernières équipes actives en 2019
| Équipe                   | Fondation | Ville                     | Stade                              | Capacité |
| ------------------------ | --------- | ------------------------- | ---------------------------------- | -------- |
| Jackals du New Jersey    | 1998      | Little Falls (New Jersey) | Yogi Berra Stadium                 | 5 000    |
| Capitales de Québec      | 1999      | Québec (Québec)           | Stade Canac                        | 4 800    |
| Boulders de Rockland     | 2011      | Pomona (New York)         | Palisades Credit Union Park        | 9 506    |
| Aigles de Trois-Rivières | 2013      | Trois-Rivières (Québec)   | Stade Stéréo Plus                  | 4 500    |
| Champions d'Ottawa       | 2015      | Ottawa (Ontario)          | Parc Raymond Chabot Grant Thornton | 10 332   |
| Miners de Sussex County  | 2015      | Augusta (New Jersey)      | Skylands Stadium                   | 5 200    |

### Anciennes équipes (1936-1942, 1946-1951, 2005-2019)
- Atlantic City, NJ :	2007-2008
- Amsterdam, NY :	1938-42, 1946-51
- Auburn, NY :	1938, 1940
- Brockton, MA :	2005-2011
- Brockville, ON :	1936-37
- Cornwall, ON :	1938-39
- Elmira, NY :	2005
- Gloversville, NY :	1937

Jackals du New Jersey.

Miners de Sussex County.

Champions d'Ottawa.

- Gloversville-Johnstown, NY :	1938-42, 1946-51
- Kingston, NY :	1951
- Newark, NJ :	2011-2013
- New Hampshire (Nashua) :	2006-2009
- New Haven County, CT :	2005-2007
- New Jersey (Little Falls, NJ) :	2005-2019
- North Shore (Lynn, MA) :	2005-2007
- Ogdensburg, NY :	1936-39
- Oneonta, NY :	1940-42, 1946-51
- Oswego, NY :	1936-40
- Ottawa, ON :	1936-39, 2008, 2015-2019
- Ottawa-Ogdensburg, ON - NY :	1940
- Perth, ON :	1936
- Perth-Cornwall, ON :	1937
- Pittsfield, MA :	1941-42, 1946-51, 2010-2011
- Québec, QC :	1941-42, 1946-50, 2005-2019
- Rockland (Ramapo, NY) :	2011-2019
- Rome, NY :	1937-42, 1946-51
- Schenectady, NY :	1946-50
- Smiths Falls, ON :	1937
- Sussex (Augusta, NJ) :	2006-2010, 2015-2019
- Trois-Rivières, QC :	1941-42, 1946-50, 2013-2019
- Utica, NY :	1939-42
- Watertown, NY :	1936
- Worcester, MA :	2005-2012

## Champions
- 1936 Blue Cats/Royals de Perth
- 1937 Colts d'Ogdensburg
- 1938 Bisons de Cornwall
- 1939 Colonels de Rome
- 1940 Rugmakers d'Amsterdam
- 1941 Indians d'Oneonta
- 1942 Colts d'Ogdensburg
- 1946 Royaux de Trois-Rivières
- 1947 Blue Jays de Schenectady
- 1948 Red Sox de Oneonta
- 1949 Braves de Québec
- 1950 Braves de Québec
- 1951 Red Sox de Oneonta
- 1995 Lumberjacks d'Adirondack
- 1996 Diamond Dogs d'Albany-Colonie
- 1997 Pioneers d'Elmira
- 1998 Jackals du New Jersey

Aigles de Trois-Rivières.

Boulders de Rockland.

Capitales de Québec.

- 1999 Diamond Dogs d'Albany-Colonie (Ligue Northern)
- 2000 Lumberjacks d'Adirondack (Ligue Northern)
- 2001 Jackals du New Jersey (Ligue Northern)
- 2002 Jackals du New Jersey (Ligue Northern)
- 2003 Rox de Brockton
- 2004 Jackals du New Jersey
- 2005 Tornadoes de Worcester
- 2006 Capitales de Québec
- 2007 Pride de Nashua
- 2008 Skyhawks de Sussex
- 2009 Capitales de Québec
- 2010 Capitales de Québec
- 2011 Capitales de Québec
- 2012 Capitales de Québec
- 2013 Capitales de Québec
- 2014 Boulders de Rockland
- 2015 Aigles de Trois-Rivières
- 2016 Champions d'Ottawa
- 2017 Capitales de Québec
- 2018 Miners de Sussex County
- 2019 Jackals du New Jersey